# Lago di Castel Ruggero
Lago di Castel Ruggero – zbiornik zaporowy (retencyjny) zlokalizowany we Włoszech, w Toskanii (gmina Bagno a Ripoli) na cieku Borro delle Macchie.

## Charakterystyka
Sztuczny zbiornik został zbudowany do celów gromadzenia wód w 1956 przez gospodarstwa Castel Ruggero i Lizzano. Do chwili obecnej pozostaje akwenem prywatnym. Stanowi istotny zasób wody dla regionu. Pozostaje ważny również pod względem środowiskowym, jako wodopój dla fauny.
Zbiornik nie jest dostępny do kąpieli i nie ma tutaj wjazdu dla pojazdów prywatnych. Stanowi jednak miejsce plażowania dla naturystów.

## Przyroda
W wodach akwenu stwierdzono występowanie kraba gatunku Potamon fluviatile (1978 i 2017).

## Kultura
Nad akwenem kręcono kilka scen z pobytu armii napoleońskiej w Toskanii do filmu Fiorile braci Paolo i Vittorio Tavianich (1993).